# 罗歇·安托万
罗歇·安托万（法語：Roger Antoine，1921年6月28日—2003年2月11日），法国篮球运动员。他曾代表法国参加1956年夏季奥运会和1960年夏季奥运会男子篮球比赛，分别获得第四名和第十名。